# Yelena Yemchuk
Yelena Yemchuk (ur. 22 kwietnia 1970 w Kijowie) – amerykańska fotograf, malarka i reżyserka filmowa ukraińskiego pochodzenia, najbardziej znana ze współpracy z The Smashing Pumpkins.

## Życiorys
Jej rodzina przeniosła się na Brooklyn w Nowym Jorku, gdy Yemchuk była nastolatką. Przed emigracją do Stanów Zjednoczonych Yemchuk spędzała lato w położonym nad Dnieprem terenie rekreacyjnym w Kijowie, zwanym Gidropark, który później stał się inspiracją dla jej książki z 2011 pod tym samym tytułem. Książka pozwala poznać bardziej osobistą stronę Yemchuk. Zdjęcia opublikowane w książce zostały wykonane latem między 2005 a 2008. Yemchuk opisała teren jako sowiecką wersję Coney Island, gdzie latem lasy i nabrzeża zamieniają się w plac zabaw.
Studiowała w Parson School of Design w Nowym Jorku oraz w ArtCenter College of Design w Pasadenie w Kalifornii. Większość jej prac dotyczy fotografii portretowej i modowej. Zainteresowanie fotografią zaczęło się, gdy ojciec na czternaste urodziny podarował jej aparat.

## Kariera
Yemchuk wyreżyserowała lub współreżyserowała teledyski do „Zero” i „Thirty-Three” zespołu The Smashing Pumpkins. Zajmowała się kierownictwem artystycznym albumu Adore tego samego wykonawcy i powiązanych z nim singli. Jej zdjęcia pojawiły się na EP-ce „Zero”, w boxie The Airplane Flies High oraz na kompilacji Rotten Apples. Jest reżyserką albumu The Smashing Pumpkins z 2000 pt. Machina / The Machines of God. Pojawiła się w teledysku do piosenki „Stand Inside Your Love”. Robiła też zdjęcia do albumów Savage Garden i Rufusa Wainwrighta. Jej zdjęcia modowe znalazły się w katalogu Urban Outfitters z września 2010.
Wystawiała swoje obrazy w Fundacji Dactyl. Dzieła pokazują jej wyjątkowo surrealistyczne podejście do sztuki z satyrycznym opowiadaniem i niezaprzeczalnymi wpływami Europy Wschodniej.
Jej pasja do fotografii mody rozpoczęła się w 1997. Od tego czasu Yemchuk współpracowała z włoskim i japońskim Vogue, The New Yorker i W, a także kręciła kampanie reklamowe dla Kenzo, Cacharel i Dries Van Noten.
W 2004 Billy Corgan, frontmen The Smashing Pumpkins, często wspominał o niej na swoim blogu po tym, jak stworzyła okładkę do jego książki Blinking with Fists.
W 2021 pracowała nad filmem Mabel, Betty and Bette, który bada kobiece archetypy złotego wieku Hollywood.
W 2022 stworzyła okładkę do Vogue Polska. Udzieliła wywiadu i opowiedziała o prywatnych odczuciach dotyczących wojny w Ukrainie.

## Życie prywatne
Yemchuk ma dwie córki z amerykańskim aktorem Ebonem Moss-Bachrachem, który jest najbardziej znany z roli w serialu telewizyjnym HBO Girls. Mieszkają na Brooklynie.